# Simulium jaimeramirezi
Simulium jaimeramirezi es una especie de insecto del género Simulium, familia Simuliidae, orden Diptera.
Fue descrita científicamente por Wygodzinsky, 1971.